# Ahn Woo-yeon
Ahn Byeong-ho (en hangul, 안병호) (Ansan, 7 de enero de 1991), mejor conocido artísticamente como Ahn Woo-yeon (en hangul, 안우연), es un actor surcoreano,

## Carrera
Es miembro de la agencia Hunus Entertainment. Previamente formó parte de la agencia JS Pictures. 
En febrero de 2017, se unió al elenco recurrente de la serie Strong Woman Do Bong-soon, donde interpretó al joven doctor Do Bong-ki, el hermano gemelo de Do Bong-soon (Park Bo-young), hasta el final de la serie en abril del mismo año.
Ese mismo año se unió al elenco principal de la serie Circle, donde dio vida a Kim Bum Gyun, el hermano mayor gemelo de Kim Woo-jin (Yeo Jin-goo).
También se unió al elenco de la serie Age of Youth 2, donde interpretó al joven Hae Im-Dal, un idol miembro del grupo "Asgar" y el interés romántico de Yoon Jin-myung (Han Ye-ri).
En 2018, se unió al elenco principal de la nueva serie Paul Fell From the Sky.
En julio del mismo año se unió al elenco principal de la serie Let’s Eat 3, donde dio vida a Sun Woo-sun, el líder del equipo de desarrollo de nuevos productos en una compañía de alimentos que nunca cruza la línea y mantiene una distancia entre él y sus colegas, hasta el final de la serie el 28 de agosto del miso año.
El 26 de marzo de 2021 se unió al elenco recurrente de la serie Scripting Your Destiny, donde interpretó a Hyun Joon, el Dios del Destino.
En agosto del mismo año se unirá al elenco de la serie Please Check the Event, donde dará vida a Seo Ji-kan, un guía turístico quien termina desarrollando sentimientos por Ha Song-yi en el transcurso del viaje.

## Filmografía

### Series de televisión
| Año  | Título                      | Personaje                  | Notas        | Ref.          |
| ---- | --------------------------- | -------------------------- | ------------ | ------------- |
| 2015 | Alchemist                   | Byeong Ho                  |              |               |
| 2015 | Because It's The First Time | —                          |              |               |
| 2015 | Bubblegum                   | Ye Joon Soo                |              |               |
| 2016 | Five Enough                 | Kim Tae-min                |              |               |
| 2016 | Jealousy Incarnate          | Oh Daegoo                  |              |               |
| 2017 | Strong Woman Do Bong-soon   | Dr. Do Bong-ki             | 15 episodios |               |
| 2017 | Circle                      | Kim Bum Gyun               | 12 episodios |               |
| 2017 | Lovers in Bloom             | Bong Yoon-jae              |              |               |
| 2017 | Age of Youth 2              | Hae Im-Dal / Lee Jin-kwang | 12 episodios | [ 14 ]        |
| 2017 | Hip Hop Teacher             | Lee Hwang                  |              |               |
| 2017 | Witch's Court               | Conductor                  | Ep. 11       |               |
| 2018 | Nice Witch (The Good Witch) | Oh Tae-yang                | 40 episodios |               |
| 2018 | Number Woman Gye Sook-ja    | Lee Hae-joon               | Serie web    |               |
| 2018 | Let’s Eat 3                 | Sun Woo-sun                |              |               |
| 2019 | The Banker                  | Seo Bo-geol                |              |               |
| 2021 | Mint Condition              | Lee Hyun-cheol             | Drama Stage  | [ 15 ]        |
| 2021 | Scripting Your Destiny      | Hyun Joon                  |              |               |
| 2021 | Mad for Each Other          | Sang Yeob / Samantha       |              |               |
| 2021 | Please Check the Event      | Seo Ji-kang                |              |               |
| 2021 | Young Lady and Gentleman    | Park Dae-beom              |              | [ 16 ]        |
| 2021 | Paul Who Fell From The Sky  | —                          |              |               |
| 2023 | Kokdu: Season of Deity      | Han Cheol                  |              | [ 17 ] [ 18 ] |
| 2023 | King the Land               | Gong Yoo-nam               |              | [ 19 ] [ 20 ] |

### Programas de televisión
| Año  | Programa        | Notas              |
| ---- | --------------- | ------------------ |
| 2016 | Hello Counselor | Ep. 283 - invitado |

### Videos musicales
| Año  | Artista    | Canción            | Notas                        |
| ---- | ---------- | ------------------ | ---------------------------- |
| 2014 | Kim Jin-ho | "Toward Your Side" | apareció en el video musical |

### Anuncios
| Año  | Título   | Notas |
| ---- | -------- | ----- |
| 2014 | Chamisul | -     |

## Premios y nominaciones
| Año  | Premios        | Categoría                            | Trabajo                | Resultado |
| ---- | -------------- | ------------------------------------ | ---------------------- | --------- |
| 2021 | 2021 MBC Drama | Mejor pareja (junto a Kwon Hwa-woon) | Please Check the Event | Nominados |